# Вальдштейн, Франц Адам фон
Граф Франц де Паула Адам фон Вальдштейн (нем. Franz Adam von Waldstein, 1759, Вена — 1823, Богемия) — австрийский ботаник из графского рода Вальдштейнов.

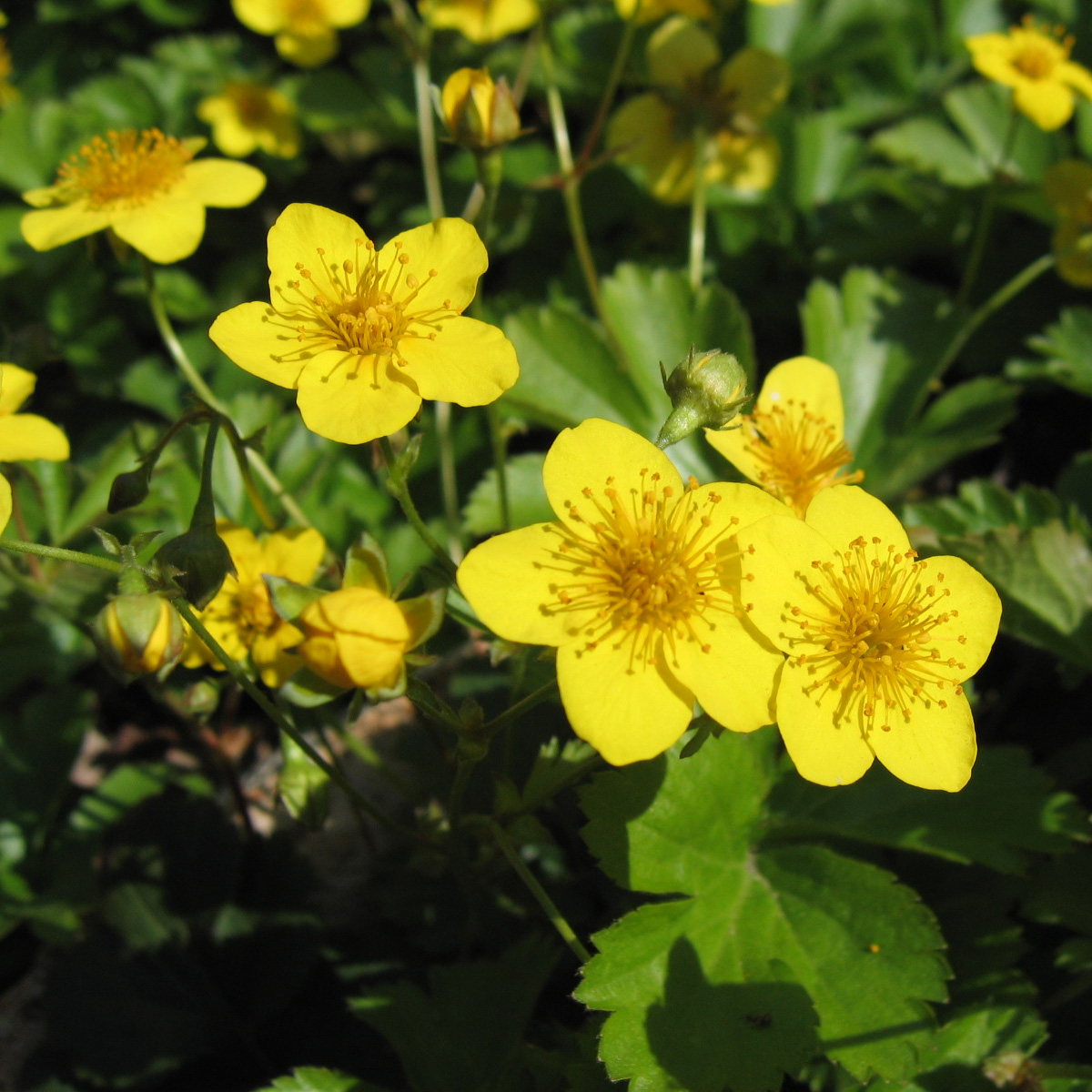
Waldsteinia ternata

## Биография
В молодости был рыцарем Мальтийского ордена и неоднократно участвовал в военных действиях, главным образом против турок.
В 1789 году увлёкся ботаникой. В течение семи лет работал вместе с Паулем Китайбелем путешествовал вместе с ним по Венгрии, собирая образцы растений, отвлекаясь временами для участия в сражениях. Стал соавтором Китайбеля по трёхтомнику «Описания и рисунки редких растений Венгрии» (лат. «Descriptiones et icones plantarum rariarum Hungariae», Вена, 1803—1812).
Получив по наследству имение в Богемии, он основал там школы для юношества и составил богатую ботаническую коллекцию, завещанную им потом Чешскому музею в Праге.

## Именем Вальдштейна названы
Waldsteinia Willd. — Вальдштейния — род растений из семейства Розовые (Rosaceae)
Виды:
- Campanula waldsteiniana Roem. et Schult. — Колокольчик Вальдштейна
- Salix waldsteiniana Willd. — Ива Вальдштейна